# Senaat (universiteit)
De senaat was vroeger het dagelijks bestuur van een universiteit in Nederland. Hierin hadden alle hoogleraren zitting, voorzitter was de rector magnificus.
Bij de Wet universitaire bestuurshervorming 1970 (WUB) werd de plaats van de Senaat ingenomen door de Universiteitsraad. Daarin hebben ook de wetenschappelijke en niet-wetenschappelijke staf en de studenten zitting.